# Serpentine (lac)
 (décembre 2024).
Si vous disposez d'ouvrages ou d'articles de référence ou si vous connaissez des sites web de qualité traitant du thème abordé ici, merci de compléter l'article en donnant les références utiles à sa vérifiabilité et en les liant à la section « Notes et références ».
Pour les articles homonymes, voir Serpentine.

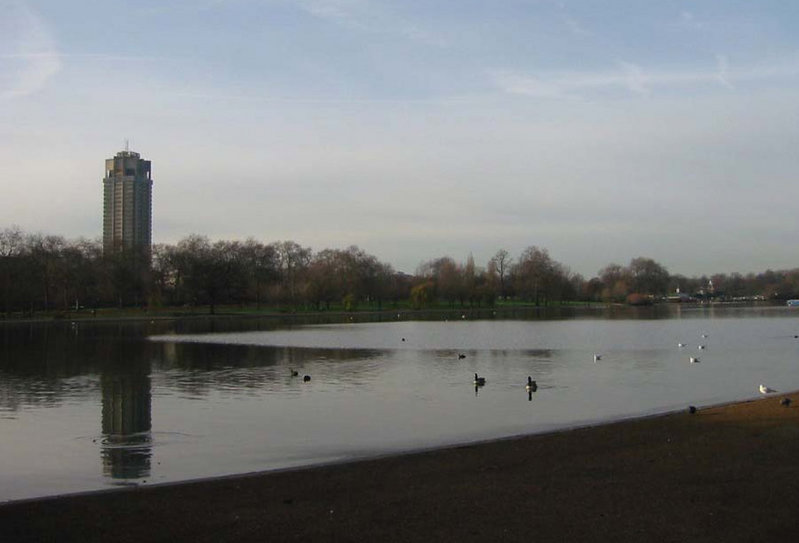
La Serpentine, vue depuis le sentier franchissant le barrage.

La Serpentine (aussi nommée rivière Serpentine) est un lac artificiel de onze hectares situé à Hyde Park à Londres en Angleterre. Au sens strict le nom « Serpentine » désigne uniquement la partie située à l'est du Pont de la Serpentine qui sépare Hyde Park et les Jardins de Kensington, tandis que la moitié longue et étroite qui s'étend à l'ouest du pont est nommée Long Water. 

## Géographie du lac
Le lac est alimenté à partir du Jardin italien, à l'extrémité nord-ouest de Long Water, par la rivière Westbourne (maintenant souterraine) à travers quatre fontaines. À son extrémité est, le lac s'écoule à travers une vanne dans le barrage. Puis les eaux, via une canalisation souterraine, rejoignent la Tamise près du Pont de Chelsea (Chelsea Bridge).
La profondeur maximale du lac est de 12 mètres. Il comporte également une île dans sa partie orientale.
Deux restaurants et divers équipements de loisirs bordent la Serpentine, de même que la Serpentine Gallery et la Fontaine commémorative de Diana, princesse de Galles.

## Histoire

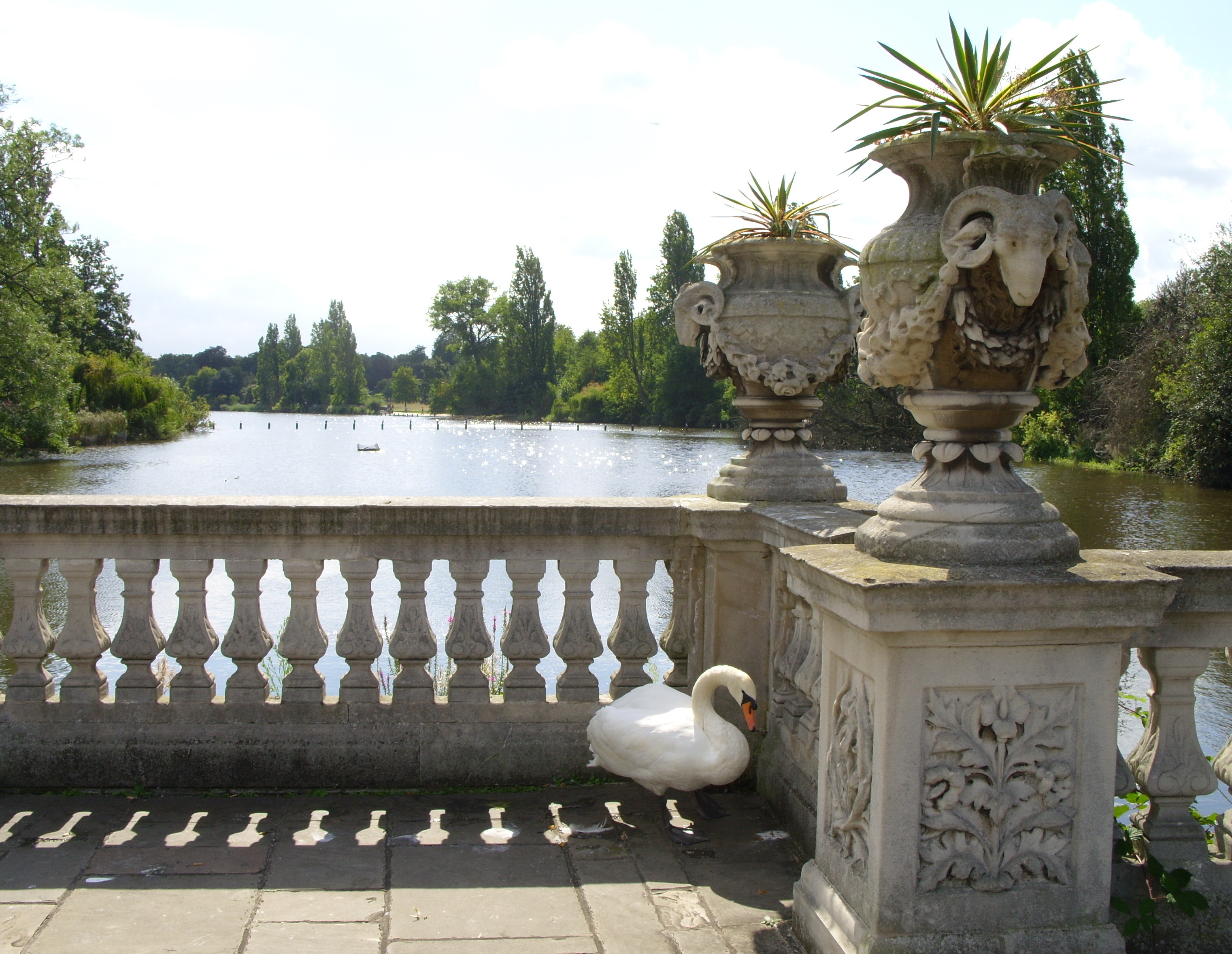
Le Long Water vu depuis le Jardin Italien. Un grand nombre de cygnes tuberculés nichent dans ce secteur.

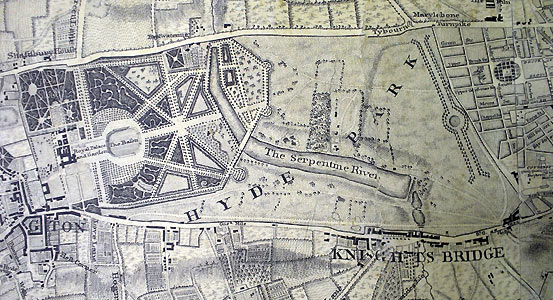
Détail d'un plan de 1746, dressé par Rocque, montrant la Serpentine récemment créée. On peut y voir les allées qui convergent vers le Round Pond.

C'est en 1730 que la reine Caroline, épouse de George II, ordonna de créer une retenue sur la rivière Westbourne, dans le cadre du réagencement de Hyde Park et de Kensington Gardens. À cette époque, cette rivière formait onze étangs naturels dans le parc. Ce réagencement fut mené à bien par le Jardinier Royal Charles Bridgeman, qui fit aussi creuser un grand bassin (le Round Pond) au centre de Kensington Gardens.
La Serpentine fut l'un des premiers lacs artificiels conçus pour avoir une apparence naturelle, et elle a été imitée dans tout le pays.
Le lac accéda à la notoriété en décembre 1816 lorsque Harriet Westbrook, l'épouse enceinte du poète Percy Bysshe Shelley, fut retrouvée noyée dans la Serpentine après avoir laissé une lettre d'adieu adressée à son père, sa sœur et son mari. Shelley épousa Mary Wollstonecraft Godwin moins de deux semaines après ce suicide.

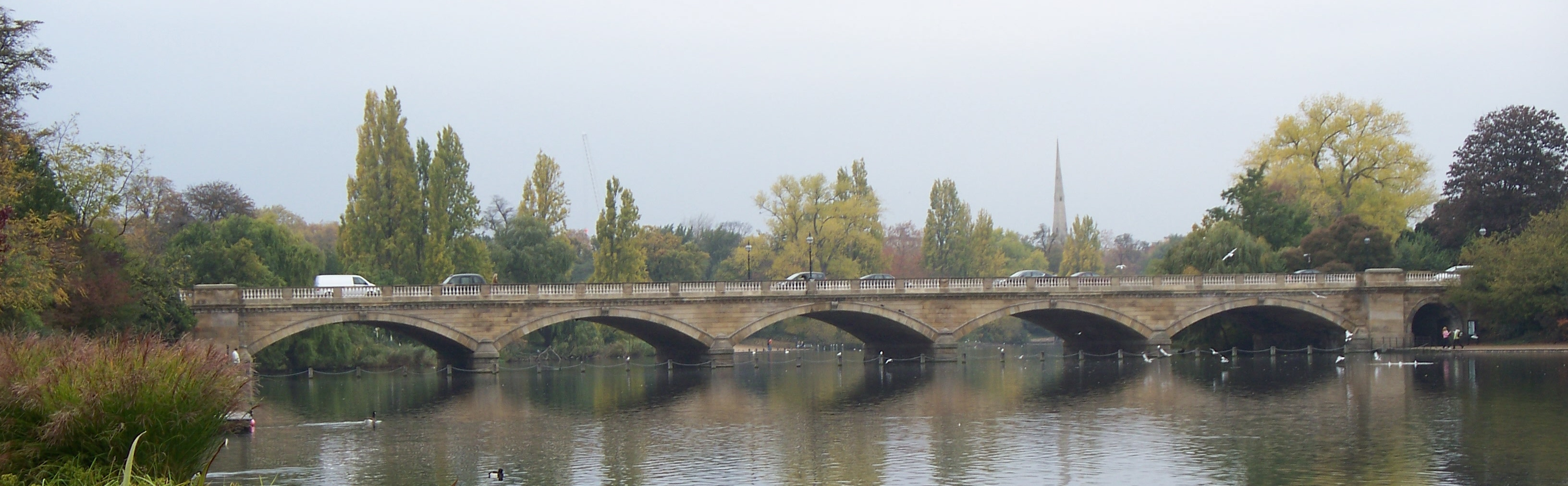
Serpentine Bridge

En 1820, le parc fut profondément remanié par Decimus Burton. C'est à cette époque que John Rennie construisit le pont qui enjambe la Serpentine, le Serpentine Bridge.
Le fameux palais d'exposition de Crystal Palace, lors de l'Exposition universelle de 1851, se dressait sur la rive sud du lac. 
Les rives de la Serpentine servirent de cadre à la célébration du Jubilé d'argent de la reine Élisabeth II en 1977 et furent l'un des points de rendez-vous pour les Jeux olympiques d'été de 2012.

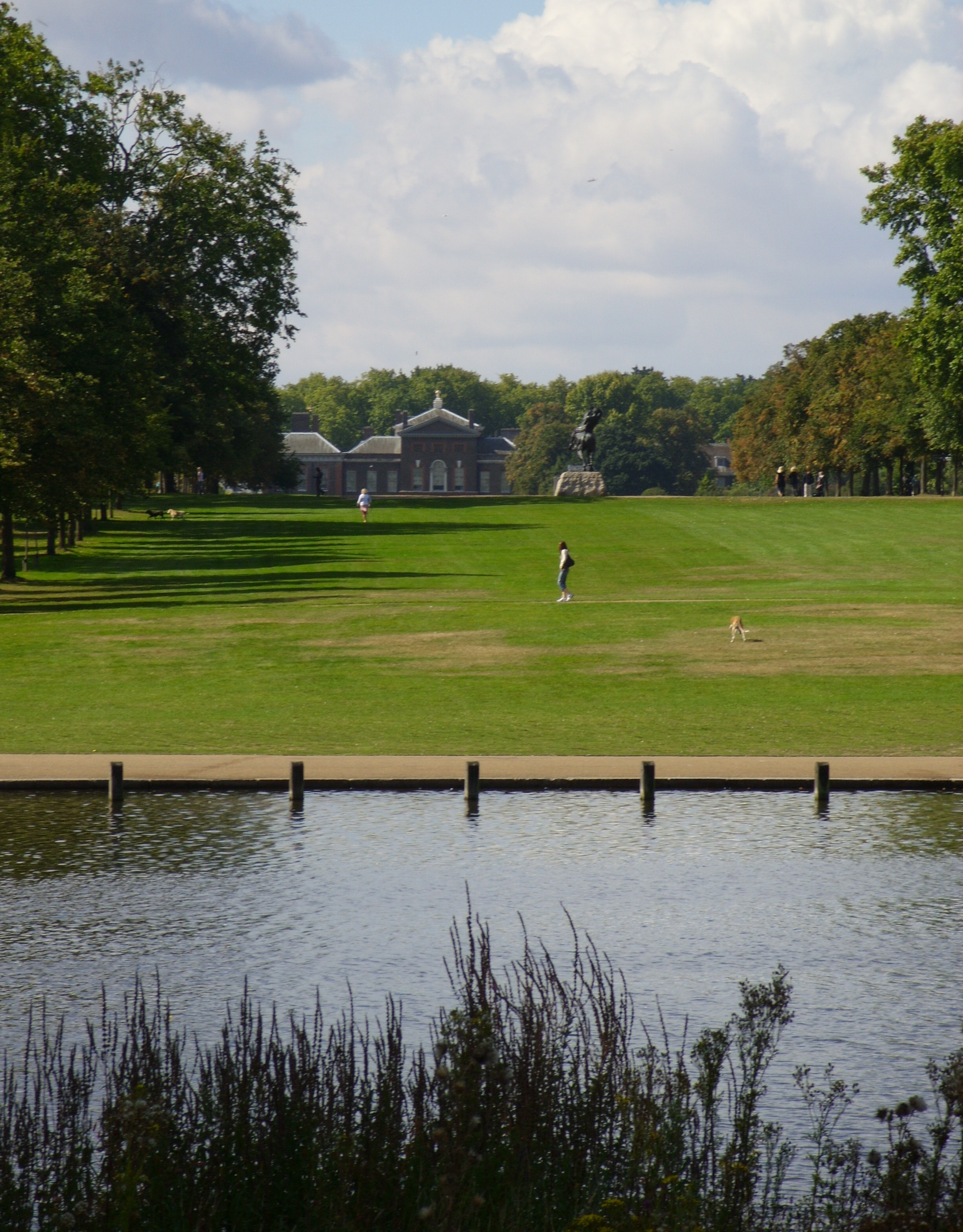
Le Palais de Kensington vu de la rive orientale de Long Water

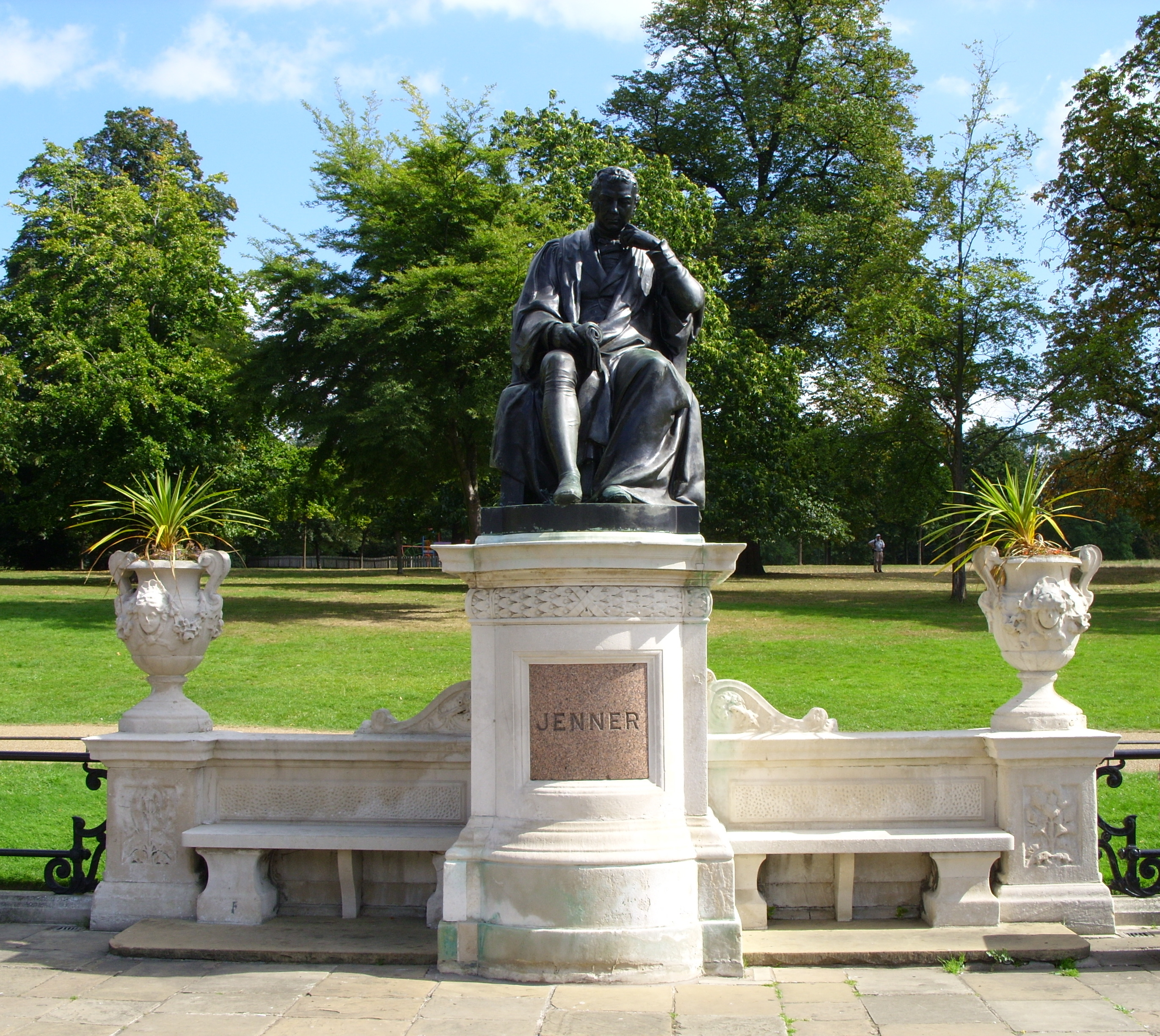
Le monument à Edward Jenner

## Long Water
Long Water est le nom donné à la partie du lac située à l'ouest de Serpentine Bridge, qui est un refuge pour la faune sauvage, classé réserve d'oiseaux. En 2005, une étude a montré qu'on y trouvait également 90 espèces de papillons de nuit. 

À l'extrémité nord de ce plan d'eau, on trouve les Italian Gardens (« Jardins italiens »), entourés de statues et sculptures classiques. Un grand monument en bronze rendant hommage à Edward Jenner, le père de la vaccination moderne, domine ce secteur.

Sur la rive occidentale de ce plan d'eau, Peter Pan, sculpture en bronze de George Frampton, est intentionnellement masqué par le feuillage. Les éléments du « monde réel » de la pièce et du roman étaient situés dans le parc et dans les rues voisines.

## La Serpentine
La Serpentine est la partie située à l'est de Serpentine Bridge qui comporte un certain nombre d'attractions touristiques et de loisirs.

### Loisirs

#### Natation

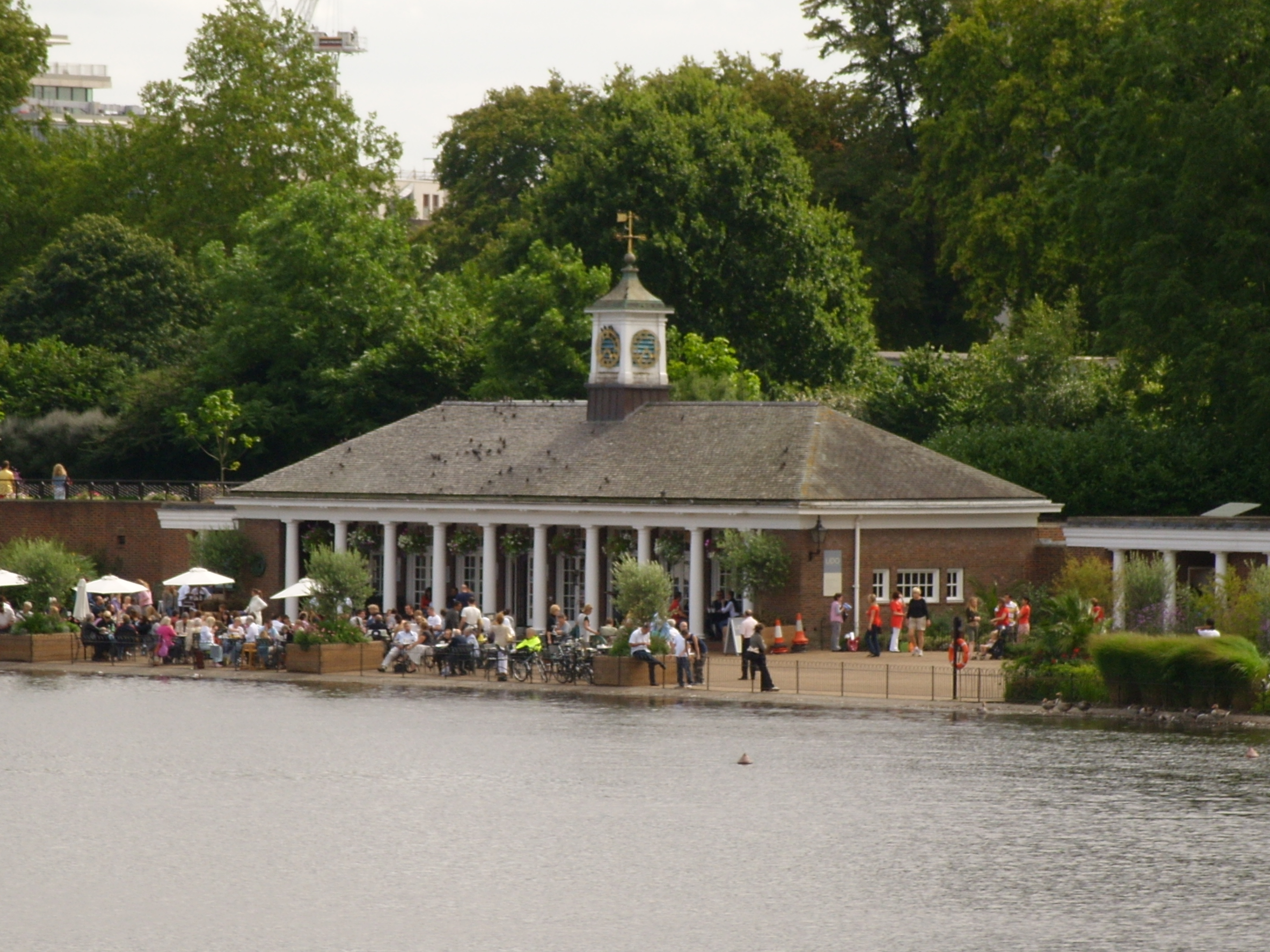
Lansbury's Lido.

Une piscine, le Lansbury's Lido, a été créée sur la rive sud en 1930. Elle est séparée du reste du lac par un périmètre de bouées. Elle est ouverte seulement l'été.
La Serpentine a accueilli l'épreuve du 10 kilomètres de nage en eau libre et de triathlon lors des Jeux olympiques d'été de 2012.
Depuis 2016, une compétition du nom de Swim Serpentine a lieu chaque mois de septembre.

#### La Coupe Peter Pan
Depuis 1864, une compétition de natation se déroule le matin de Noël dans la Serpentine sur la distance de 100 verges (91,4 m). En 1904, c'est l'auteur lui-même, J. M. Barrie, qui a remis la Coupe Peter Pan au vainqueur de la course. À cause des risques inhérents à la nage en eau glacée, la course est réservée aux membres du Club de Natation de la Serpentine.

#### Canotage
Des canots sont disponibles à la location. En 2002, la Serpentine a accueilli les Sprints mondiaux d'aviron, au cours desquels plusieurs équipes internationales se sont affrontées sur 500 m.

### The Solarshuttle
Pendant l'été, le Solarshuttle, bateau mû par l'énergie solaire, assure le transfert de passagers entre les rives nord et sud de la Serpentine. Avec ses 14 m de long et sa capacité de 42 passagers, c'est le plus grand bateau pour passagers entièrement solaire actuellement en service au Royaume-Uni.

## Points de repère
Le mémorial londonien de la Shoah est situé à l'extrémité est de la Serpentine, juste après le barrage. Un autre monument, qui se trouve sur la rive nord du lac, commémore le rôle des Forces de défense norvégiennes au cours de la Seconde Guerre mondiale.
La fontaine commémorative de Diana, princesse de Galles, est située sur la rive sud de la Serpentine près de la Grande Allée Ouest. Elle reçoit environ un million de visiteurs par an.
La Serpentine Gallery est l'une des galeries d'art les plus importantes de Londres. Elle est située dans les Jardins de Kensington, au sud de Long Water.

## Galerie

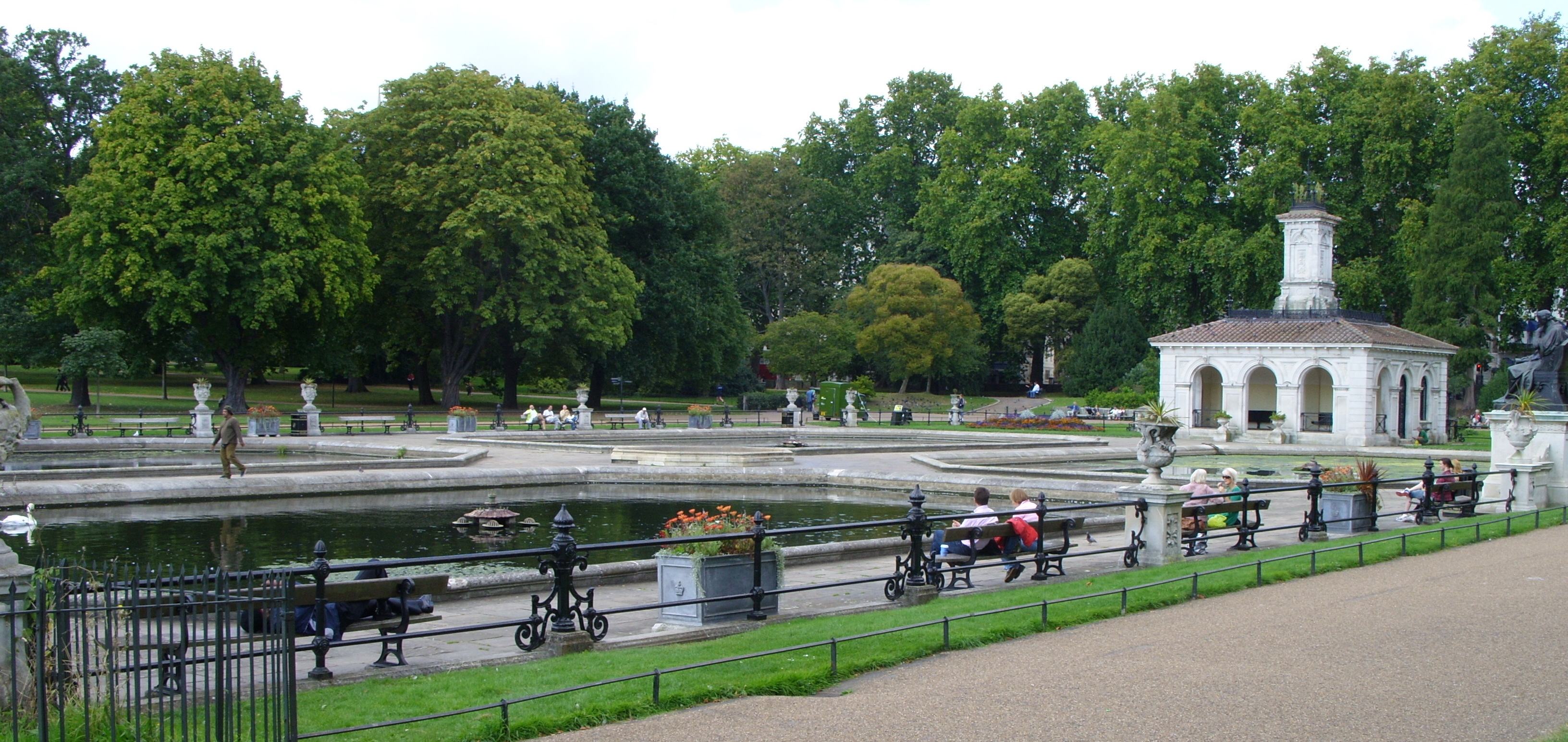
Le Jardin Italien ; les fontaines étant alimentées par la rivière Westbourne, elles ne fonctionnent pas lorsque la pluviométrie est insuffisante.
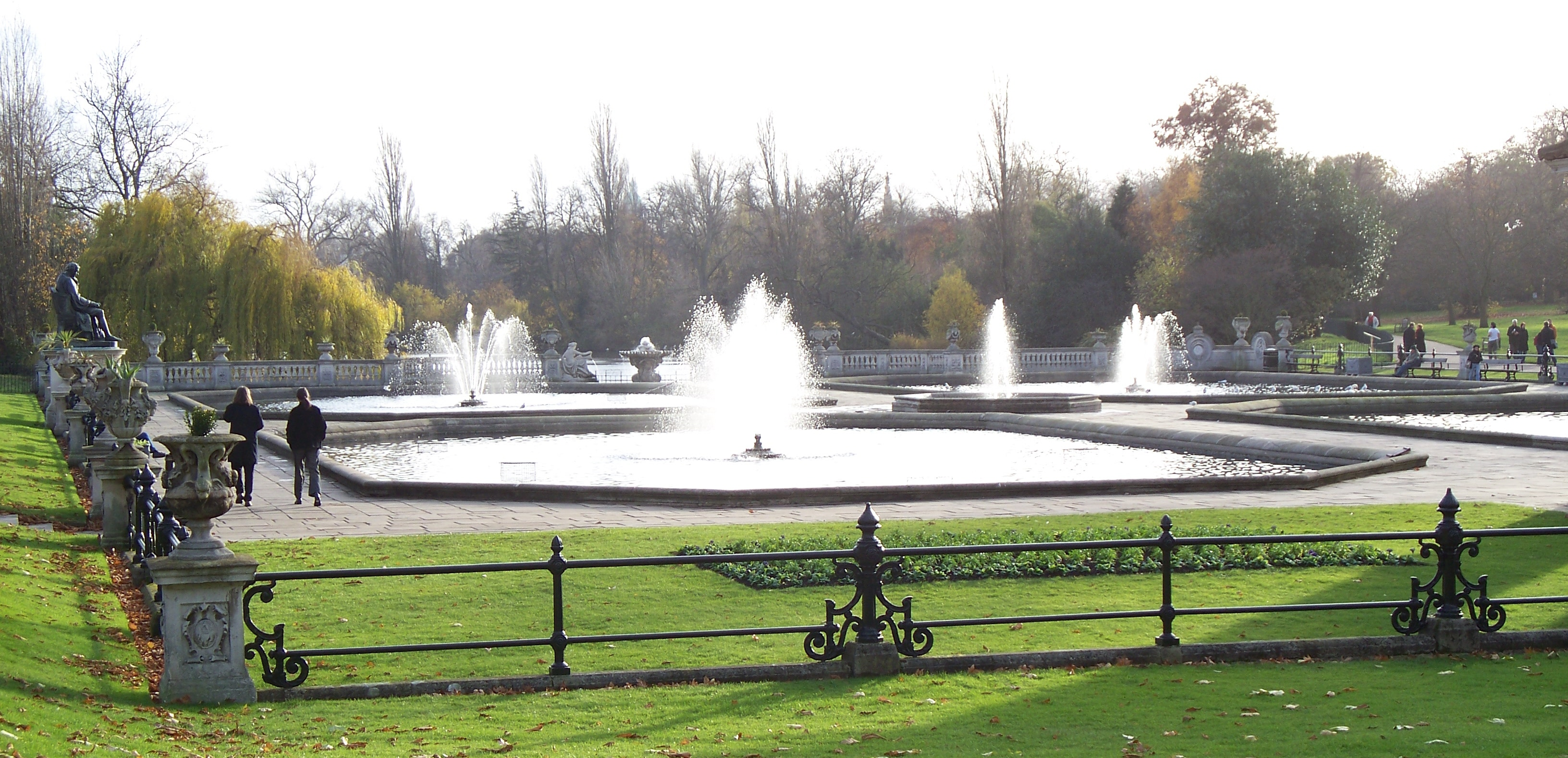
Jets d'eau du Jardin Italien.
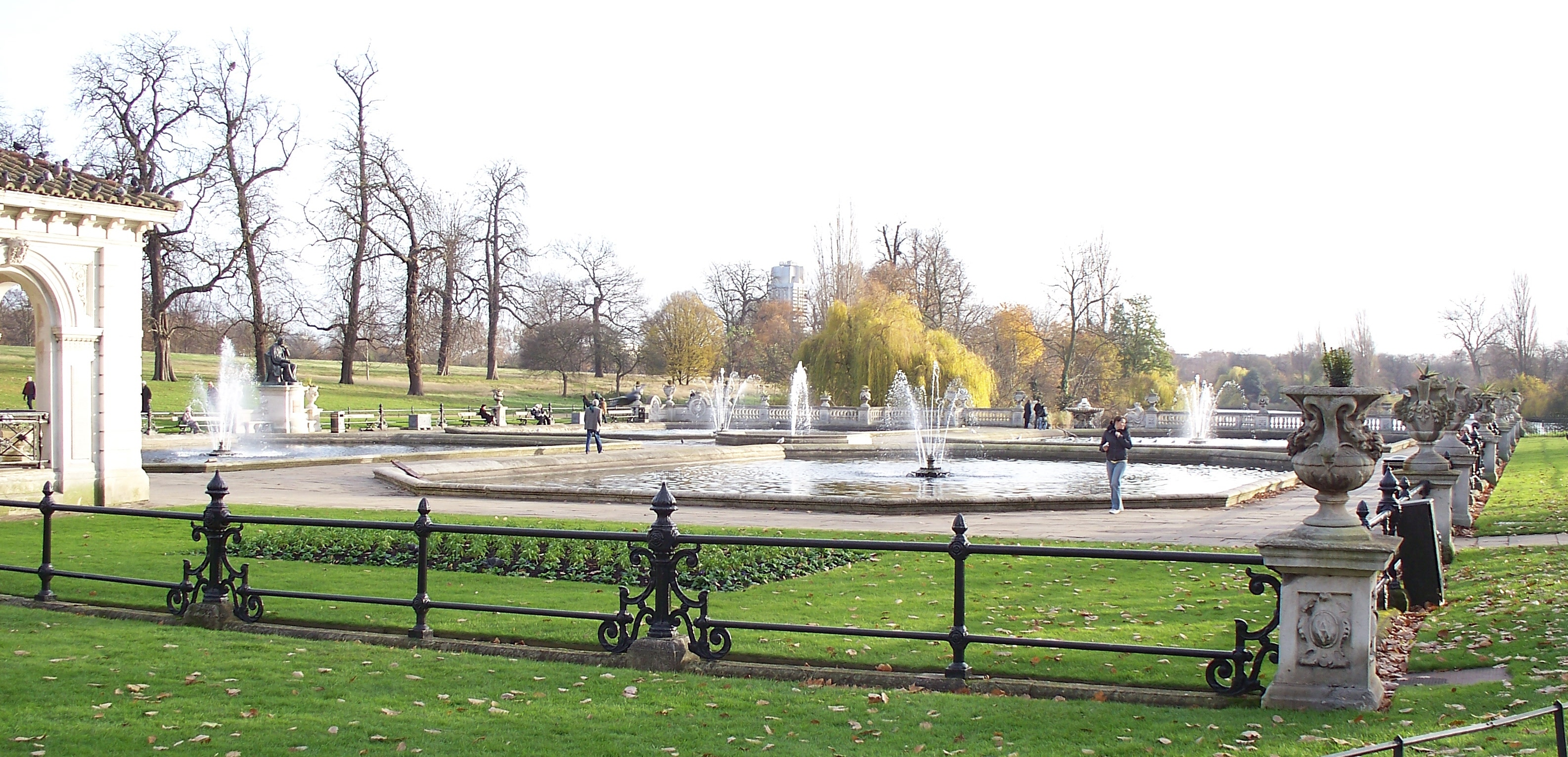
Le Jardin Italien.
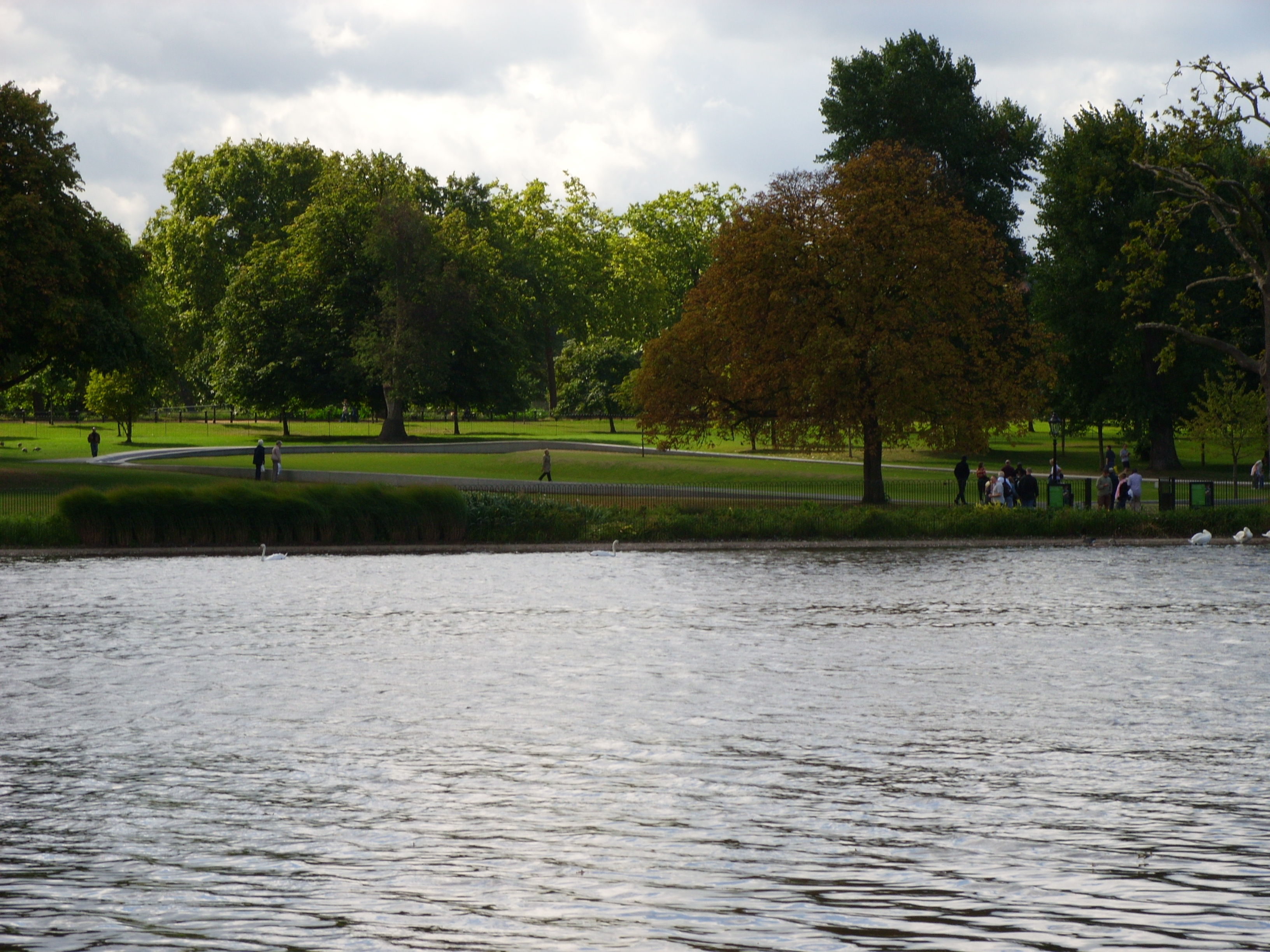
Vue vers la rive sud de la Serpentine où est implantée la Fontaine commémorative de Diana, princesse de Galles.
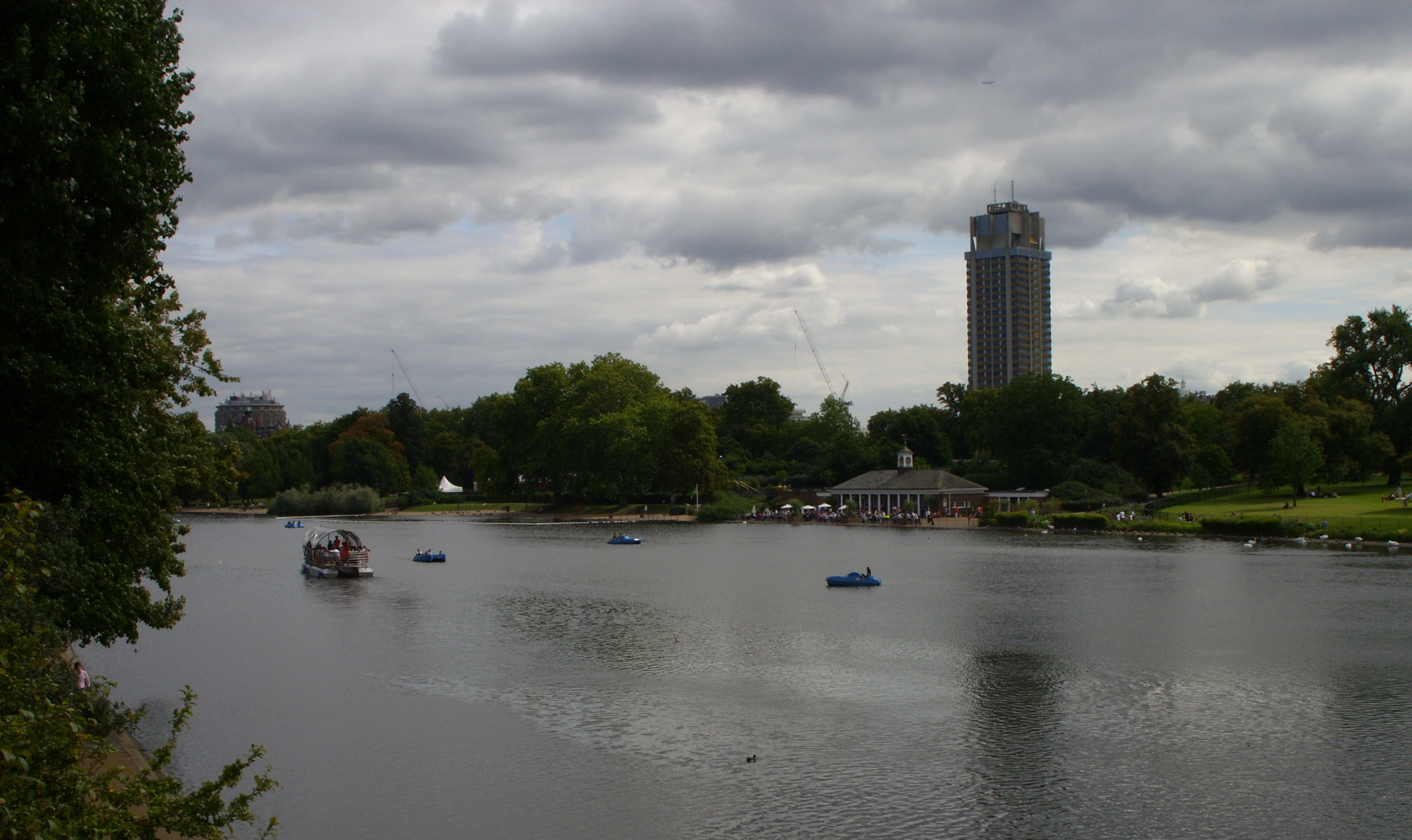
La Serpentine sous l'orage ; vue vers l'est en direction de la Caserne de Hyde Park.
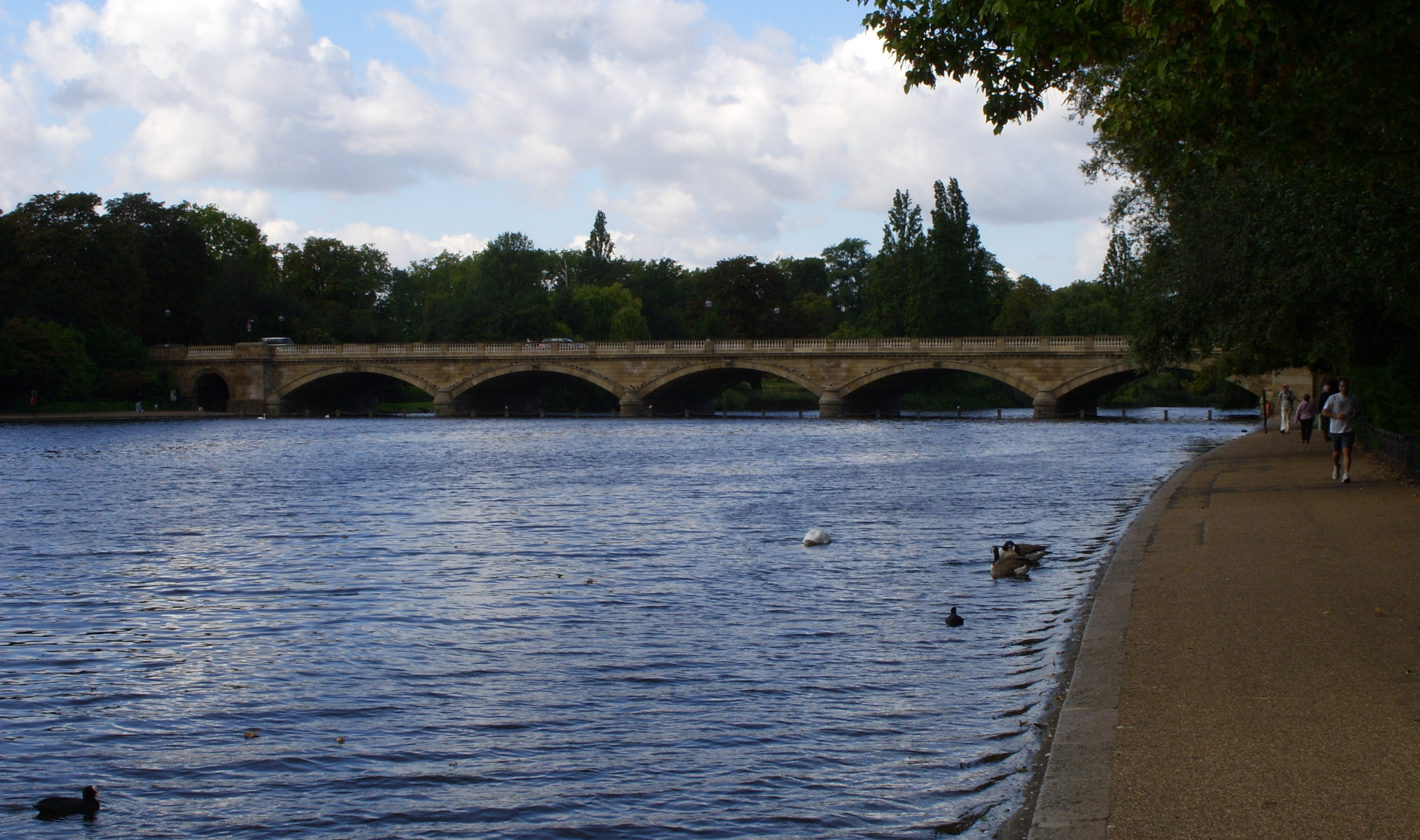
Le pont de la Serpentine vu depuis la rive nord.
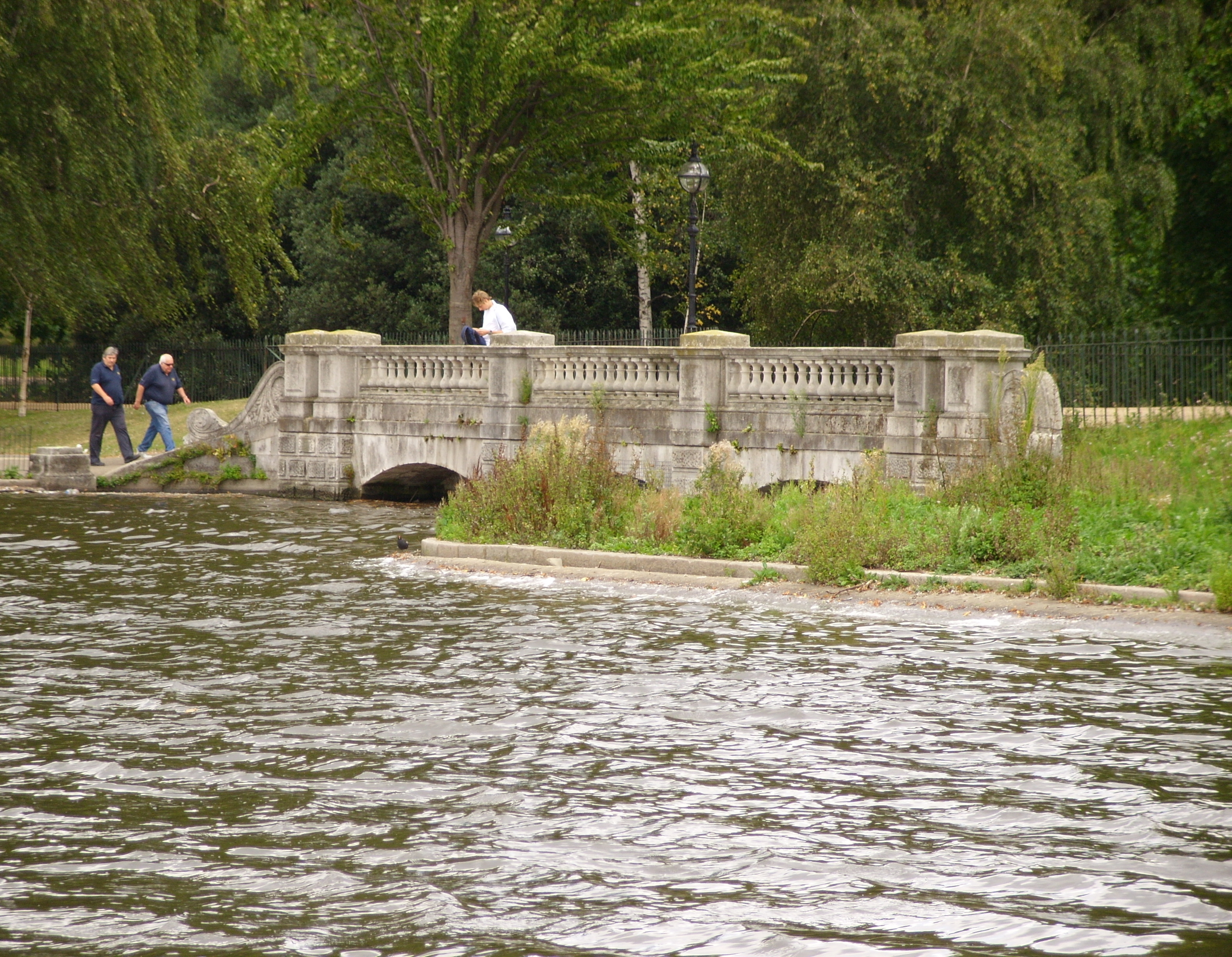
La vanne de vidange du barrage de 1730 à l'extrémité est du lac.
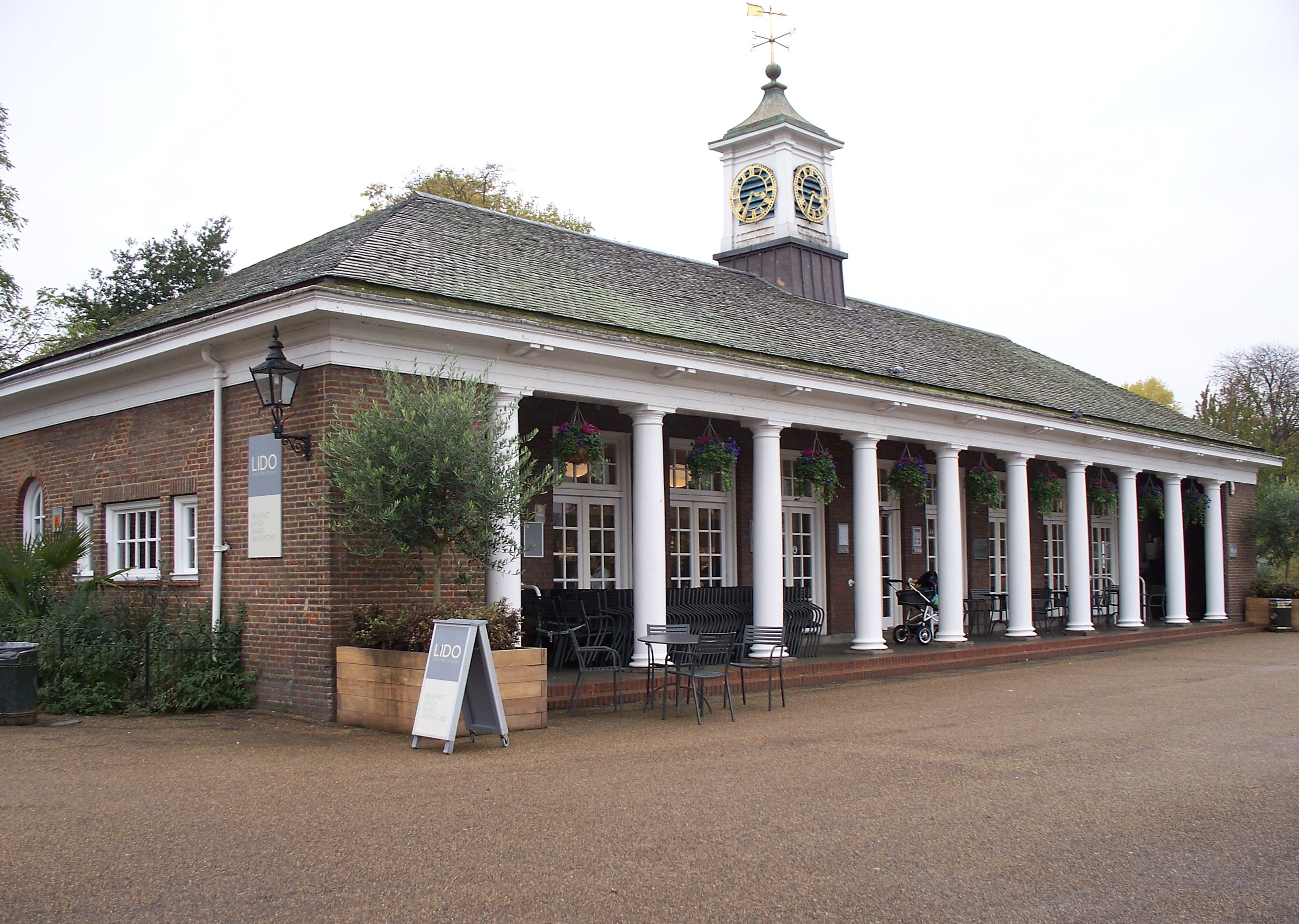
Lansbury's Lido.
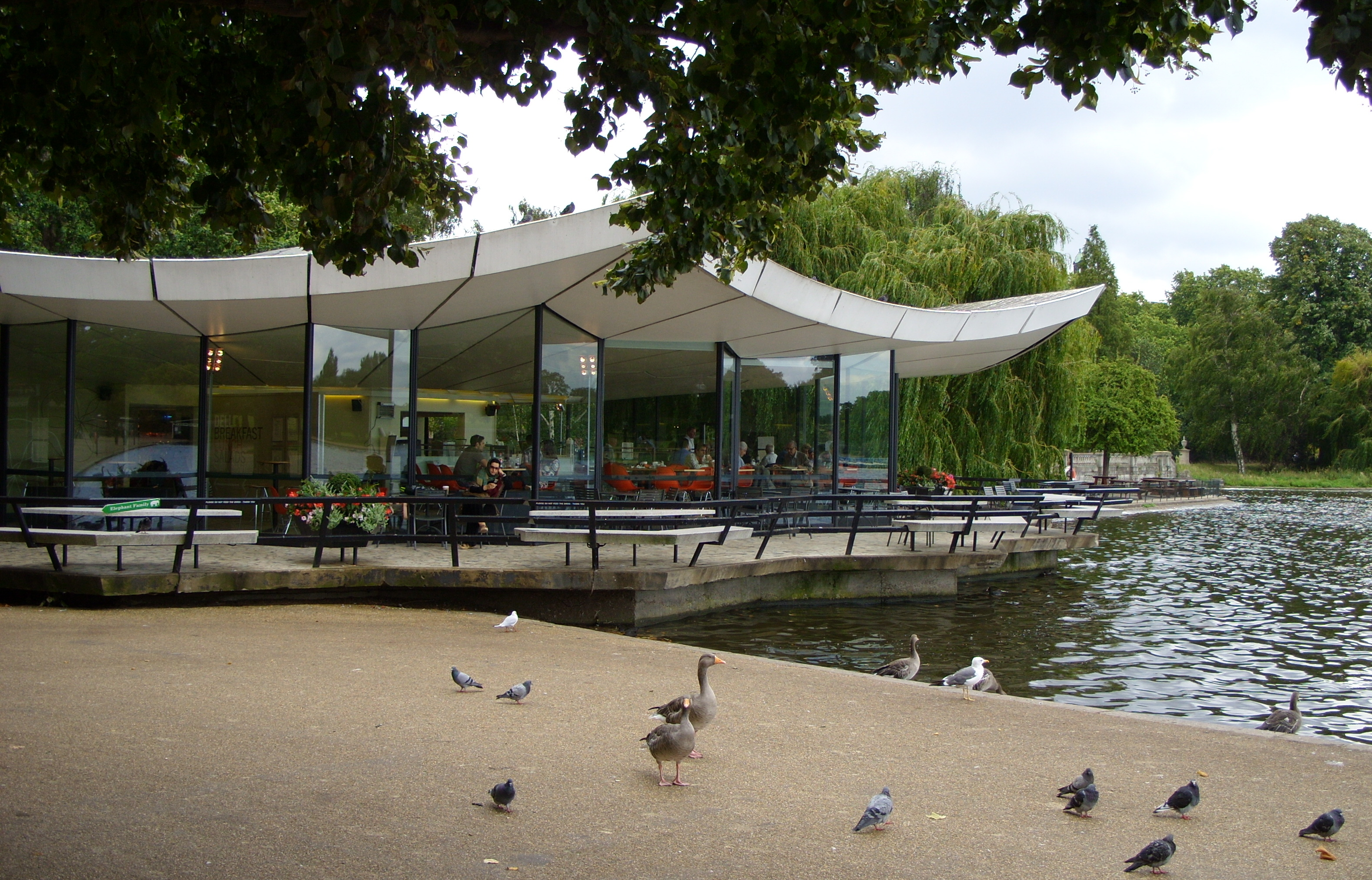
L'architecture brutaliste du restaurant Dell, situé au nord du barrage, domine l'extrémité est du lac.
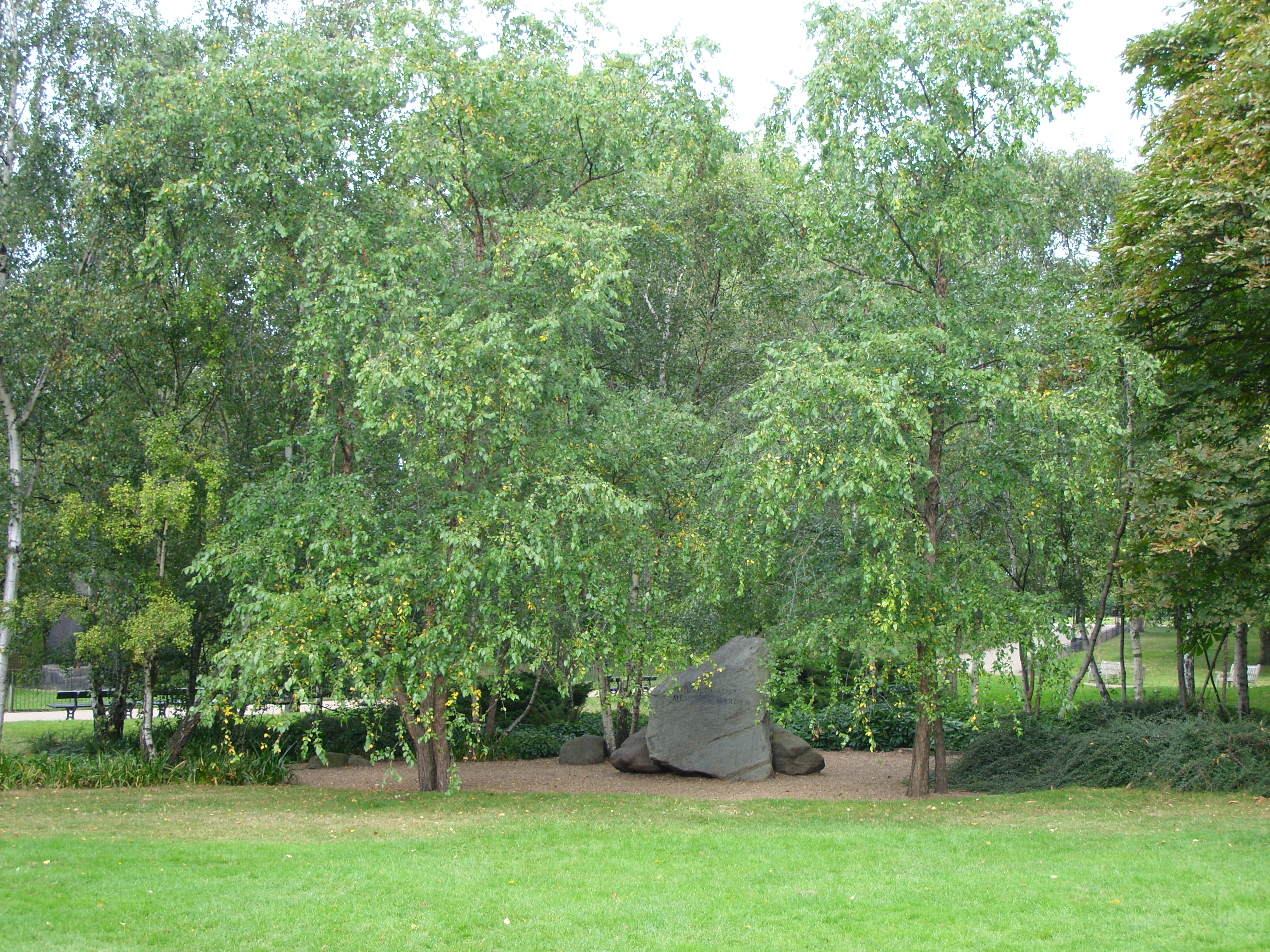
Le Mémorial de la Shoah proche du barrage.
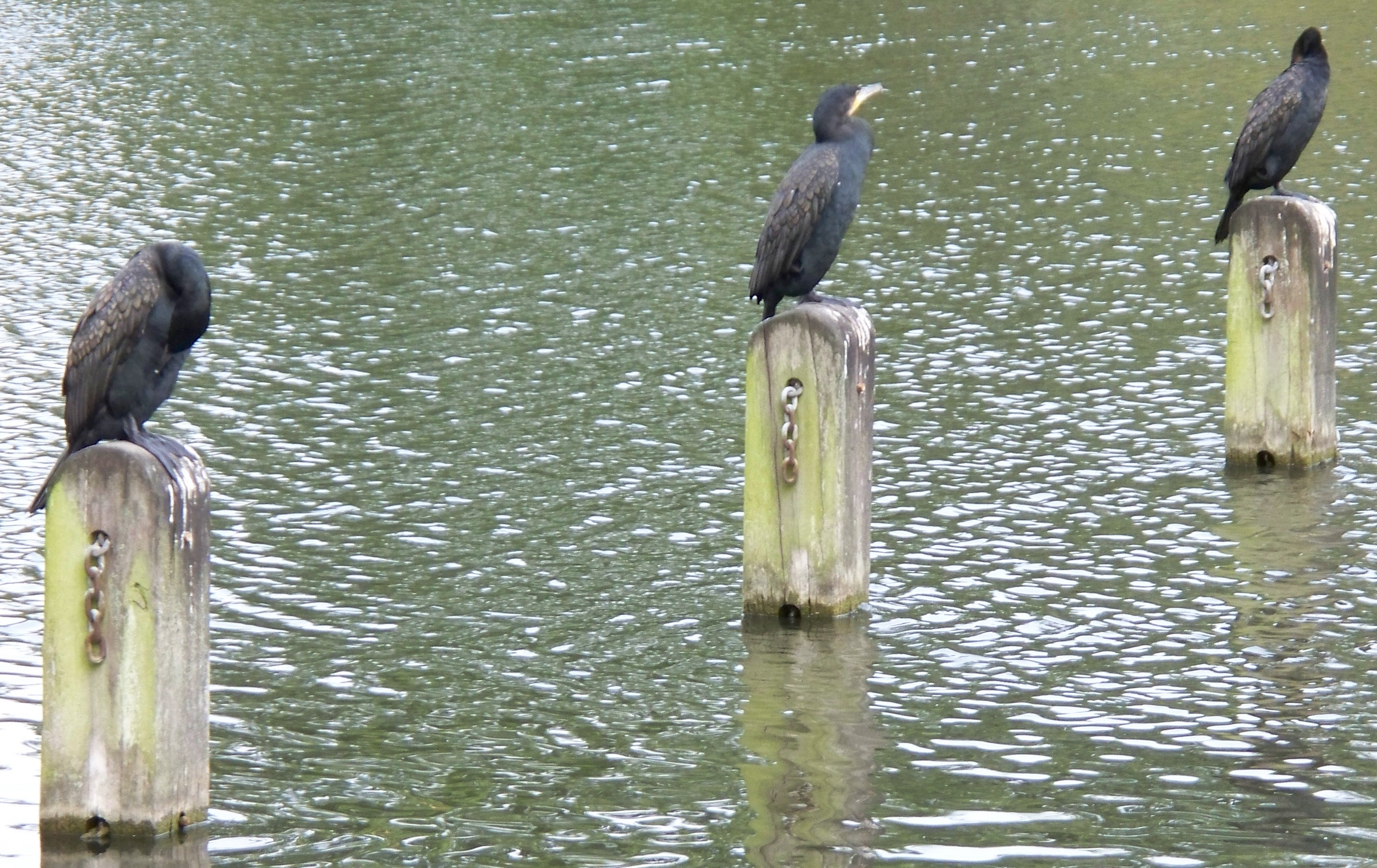
Cormorans sur Long Water.

## Source
- (en) Cet article est partiellement ou en totalité issu de l’article de Wikipédia en anglais intitulé « Serpentine (lake) » (voir la liste des auteurs).